# Уолтон-он-Темс
Уолтон-он-Темс (англ. Walton-on-Thames) ― рыночный город на южном берегу Темзы в районе Элмбридж графства Суррей, Англия. Сам город состоит в основном из пригородных улиц, с историческим центром кельтского происхождения. Это один из крупнейших городов в районе Элмбридж, рядом с Уэйбриджем. Согласно переписи 2011 года, общая численность населения города составляет 22 834 человека. Он находится примерно в 15 милях от центра Лондона и обслуживается широким спектром транспортных маршрутов.

## Галерея

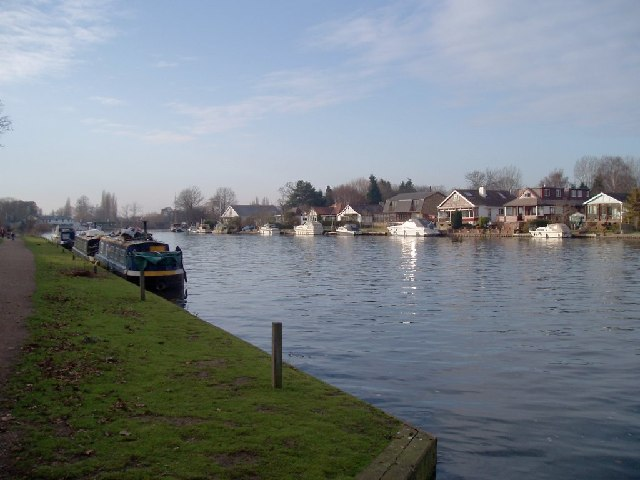
Баржи, пришвартованные у буксирной дорожки – Пристань Уолтона на заднем плане
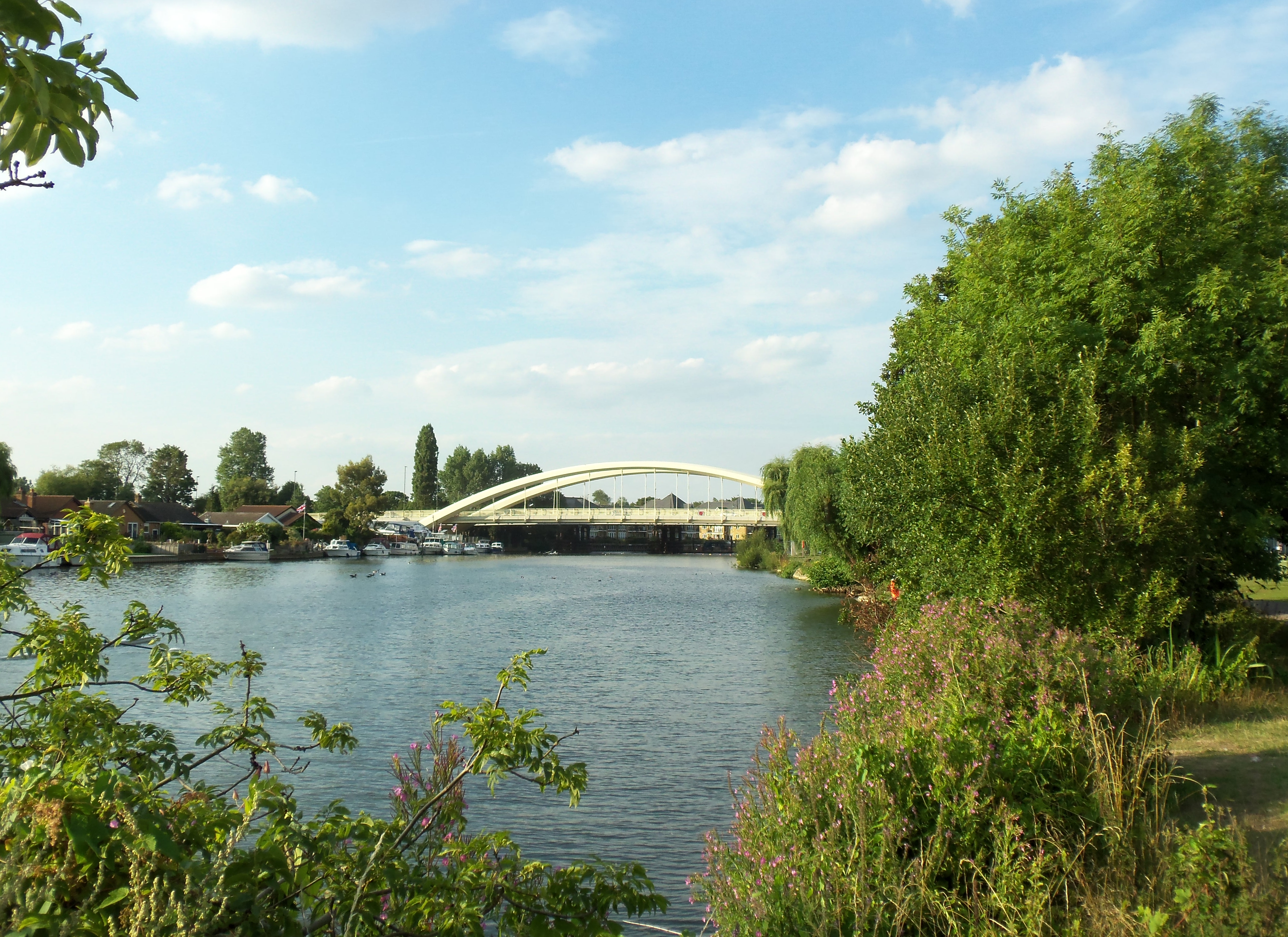
Уолтон Бридж – открыт в 2013 году
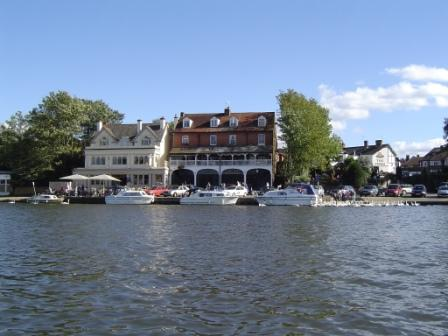
На берегу реки Уолтон
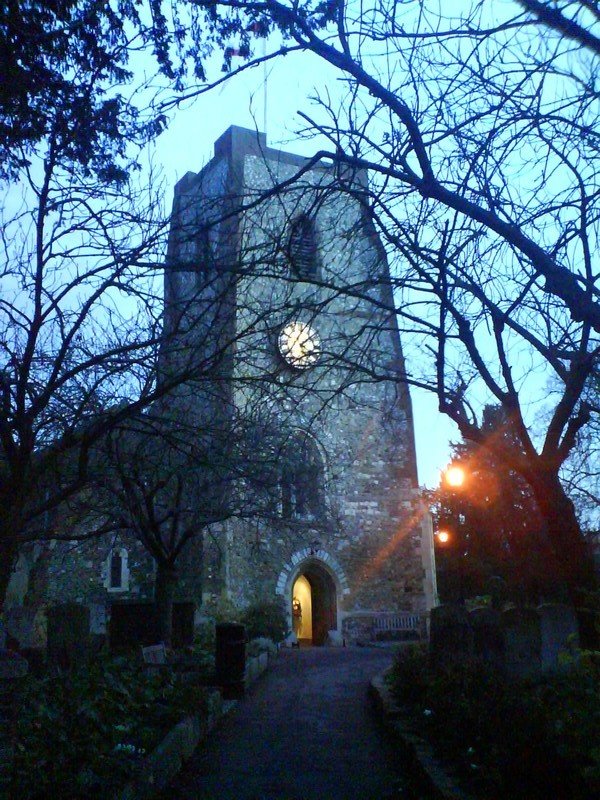
Церковь Святой Марии